# Fidena albibarba
Fidena albibarba är en tvåvingeart som beskrevs av Günther Enderlein 1925. Fidena albibarba ingår i släktet Fidena och familjen bromsar. Inga underarter finns listade i Catalogue of Life.